# Karakalpakische Autonome Sozialistische Sowjetrepublik

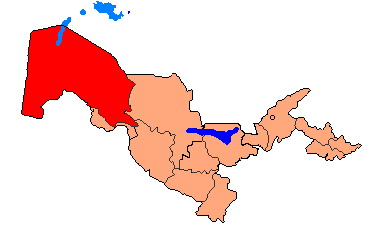
Lage Karakalpakstans in der Usbekischen SSR

Die Karakalpakische ASSR (Karakalpakische Sozialistische Sowjetrepublik) war eine autonome Sowjetrepublik in der Usbekischen Sozialistischen Sowjetrepublik innerhalb der Sowjetunion. Sie bestand von 1932 bis 1991. Die Hauptstadt war Nukus. In dem 165.600 Quadratkilometer großen, ländlich geprägten Steppen- und Wüstengebiet leben etwa 1,4 Millionen Menschen.
Von 1919 bis 1924 gehörte der Norden der Region zur Kirgisischen ASSR, danach war die Region als Karakalpakische Autonome Oblast autonomes Gebiet und wurde am 20. März 1932 als Karakalpakische Autonome Sozialistische Sowjetrepublik ASSR Teil der RSFSR. Mit der Verfassung von 1936 wurde das Gebiet am 5. Dezember 1936 wieder Teil der Usbekischen SSR. Seit dem Zerfall der Sowjetunion 1991 ist die Region als Karakalpakische Republik Teil Usbekistans.